# Tansin (Korsimoro)
Pour les articles homonymes, voir Tansin.
Tansin, également orthographié Tamsin, est un village du département et la commune rurale de Korsimoro, situé dans la province du Sanmatenga et la région du Centre-Nord au Burkina Faso.

## Géographie

### Démographie
- En 2003, le village comptait 832 habitants estimés[3].
- En 2006, le village comptait 841 habitants recensés[1].

## Histoire
Avant 2012, Tansin était administrativement rattaché à Soundogo an sein de la commune, mais depuis dispose de ses propres représentants au conseil municipal, avec sur le plan consultatif son propre conseil villageois de développement.

## Économie
L'agro-pastoralisme est l'activité principale du village, qui a été un lieu d'essai de l'usage de l'huile de neem (le margousier) comme insecticide biologique dans les champs de culture associée sorgho-niébé.

## Éducation et santé
Le centre de soins le plus proche de Tansin est le centre de santé et de promotion sociale (CSPS) de Korsimoro tandis que le centre hospitalier régional (CHR) se trouve à Kaya.
Tansin possède une école primaire publique.